# Zakrze
Zakrze (deutsch: Sackisch), tschechisch Žakš ist ein Ortsteil der Stadtgemeinde Kudowa-Zdrój (Bad Kudowa) im Powiat Kłodzki der Woiwodschaft Niederschlesien in Polen.

## Geographie
Zakrze liegt westlich des Glatzer Kessels, zwei Kilometer von der Grenze zu Tschechien entfernt. Durch den Ort führt die Europastraße 67, deren Verlauf hier der alten Heer- und Königsstraße von Prag über Königgrätz und Glatz nach Breslau entspricht. Nachbarorte sind Kudowa-Zdrój im Norden, Jerzykowice Wielkie (Großgeorgsdorf) im Nordosten, Jeleniów (Gellenau) im Südosten, Brzozowie (Birkhagen) im Süden und Słone (Schlaney) im Westen. Durch den Ort fließt die Bystra (Schnelle), die jenseits der Grenze in die Metuje (Mettau) mündet.

## Geschichte

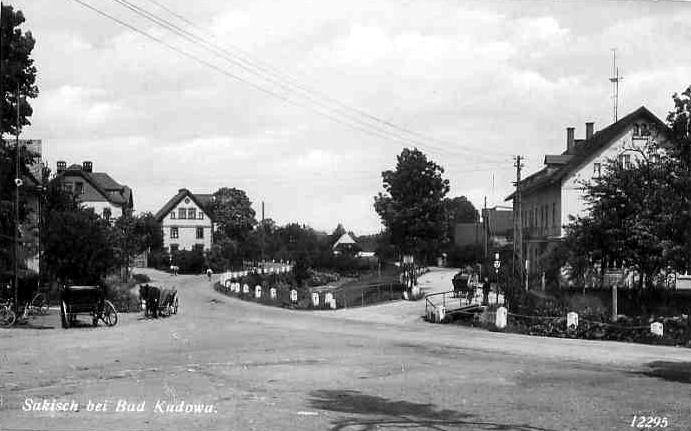
„Sakisch bei Bad Kudowa“, zwischen 1920 und 1945

„Zakeß“, das ursprünglich zur Herrschaft Nachod im altböhmischen Königgrätzer Kreis gehörte, wurde 1477 erstmals urkundlich erwähnt. Damals gliederte Herzog Heinrich d. Ä., dem seit 1472 die Herrschaften Nachod und Hummel sowie die Grafschaft Glatz gehörten, das gesamte Kirchspiel der Lewiner Pfarrkirche St. Michael, zu dem Sackisch gehörte, in die Herrschaft Hummel und diese im selben Jahr in seine Grafschaft Glatz ein. Nachdem die Herrschaft Hummel 1561 vom böhmischen Landesherrn erworben wurde, blieben die zugehörigen Dörfer auch nach der Auflösung der Herrschaft 1595 weiterhin im Besitz der Böhmischen Kammer. Sie verkaufte 1684 Sackisch und die benachbarten Dörfer Gellenau, Großgeorgsdorf, Tanz, Tassau, Järker und Kleingeorgsdorf zur Finanzierung der Türkenkriege dem Kaspar Josef von Alten, dem schon das Freirichtergut in Gellenau gehörte. Dadurch wurde Sackisch, das über eine eigene Freirichterei verfügte, zum Gutsbezirk Gellenau untertänig. Für das Jahr 1560 ist die Schreibweise „Sackisch“ belegt.
Nach dem Ersten Schlesischen Krieg 1742 und endgültig nach dem Hubertusburger Frieden 1763 kam Sackisch zusammen mit der Grafschaft Glatz an Preußen. Nach der Neugliederung Preußens gehörte es seit 1815 zur Provinz Schlesien und wurde 1816 dem Landkreis Glatz eingegliedert, mit dem es bis 1945 verbunden blieb. Zum 1874 gebildeten Amtsbezirk Sackisch, der 1927 in Amtsbezirk Schlaney umbenannt wurde, gehörten die Landgemeinden Brzesowie, Sackisch und Schlaney sowie der Gutsbezirk Schlaney. Mit dem Eisenbahnanschluss, der Kudowa-Sakisch von Bad Reinerz aus 1905 erreichte, entwickelten sich Industrie- und Handwerksbetriebe sowie, durch das benachbarte Bad Kudowa, der Fremdenverkehr. 1922 wurde die Sackischer Kirche, die bis dahin eine Filiale von Lewin war, zu einer Kuratie mit einem eigenen Seelsorgsbezirk erhoben. 1939 wurden 1793 Einwohner gezählt. Im August 1944 errichteten die Nationalsozialisten in Sackisch ein Arbeitslager für Frauen, das ein Außenlager des KZ Groß Rosen war. Bei Kriegsende 1945 befanden sich im Lager Sackisch etwa 3000 Gefangene verschiedener Nationalitäten.
Als Folge des Zweiten Weltkriegs fiel Sackisch 1945 mit dem größten Teil Schlesiens an Polen. Nachfolgend wurde es in Zakrze umbenannt. Die einheimische deutsche Bevölkerung wurde, soweit sie nicht vorher geflohen war, weitgehend vertrieben. Die neu angesiedelten Bewohner waren teilweise Zwangsumgesiedelte aus Ostpolen, das an die Sowjetunion gefallen war. 1946 erfolgte die Eingemeindung von Zakrze nach Kudowa-Zdrój. Die St.-Katharina-Kirche wurde selbständige Pfarrei, zu der bis 1972 auch Kudowa-Zdrój gehörte. 1952 wurde die von 1947 bis 1952 in der ul. Buczka in Kudowa-Zdrój bestehende Volksschule mit tschechischer Unterrichtssprache nach Zakrze verlegt und als deutschsprachige Schule weitergeführt. Nachdem zahlreiche Deutsche Ende der 1950er Jahre im Wege der Familienzusammenführung nach Westdeutschland ausreisen durften, wurde die Schule wegen zu geringer Schülerzahl 1961 aufgelöst. 1975–1998 gehörte Zakrze zur Woiwodschaft Wałbrzych (Waldenburg).

## Sehenswürdigkeiten
- Die der hl. Katharina geweihte Pfarrkirche wurde um 1680 erbaut. Die barocke Inneneinrichtung stammt aus der zweiten Hälfte des 18. Jahrhunderts, der Glockenturm wurde 1713 errichtet. Im Jahre 2003 erfolge eine umfassende Renovierung.

## Persönlichkeiten
- Minna Lang (1891–1959), Physikerin und Wissenschaftsjournalistin
- Erich Berger (1910–2003), Politiker (CDU), Mitglied des Abgeordnetenhauses von Berlin
- Wolf-Rüdiger Weisbach (* 1941), deutscher Allgemein- und Sportmediziner